# Plantare
Il plantare è un presidio medico-sanitario volto a modificare i rapporti articolari del piede per ottenere un riequilibrio morfo-strutturale dell'arto durante la fase di appoggio e propulsione, sia in statica che in dinamica.
Il nome plantare deriva dalla struttura anatomica dove agisce, cioè la pianta del piede.
Viene utilizzato negli stati algici del piede (metatarsalgia, neuroma di Morton, capsulite, ecc.) ed in determinate complicanze agli arti inferiori di patologie sistemiche quale diabete (piede diabetico), artrite reumatoide (piede reumatico) ed in altre patologie che colpiscono il sistema vascolare, nervoso e linfatico (vasculopatie periferiche, linfedema, malattia di Charcot-Marie-Tooth).
Il plantare può essere realizzato solo dal Podologo o dal Tecnico Ortopedico se autorizzati dal ministero della salute.